# 堀之敏
堀 之敏（ほり ゆきとし、文政3年4月18日（1820年5月29日） - 文久2年12月8日（1863年1月27日））は、江戸時代後期の大名で、越後椎谷藩第12代藩主。椎谷堀家15代。11代藩主・堀直哉の長男。母は岡部長備の娘。正室は三浦俊次の娘。子は堀之美（次男）。通称は慎太郎。官位は従五位下、出雲守。

## 経歴
文政13年（1830年）10月25日、父の死により11歳で家督を相続した。天保3年（1832年）12月6日、従五位下・出雲守に叙任した。弘化2年（1845年）8月8日、大番頭に就任した。嘉永2年（1849年）1月8日、奏者番に就任した。安政7年（1860年）1月15日、若年寄に就任し、幕政に参与した。その一方、嘉永4年（1851年）に家老の斎藤八百四郎が之敏暗殺未遂を企てるなど、藩政は安定しなかった。万延元年（1860年）閏3月14日、外国掛を命じられる。同年7月15日、会計掛との兼任を命じられる。文久元年（1861年）4月6日、神奈川港を視察する。文久2年（1862年）閏8月22日、将軍徳川家茂の上洛用掛を命じられる。同年11月11日、病気のために上洛用掛を免じられる。同年12月8日、死去し、跡を之美が継いだ。

## 系譜
父母
- 堀直哉（父）
- 岡部牧子 ー 岡部長備の娘（母）

正室
- 三浦俊次の娘

子女
- 堀之美（次男）